# Schoonspringen op de Olympische Zomerspelen 1996
Schoonspringen is een van de sporten die beoefend werden tijdens de Olympische Zomerspelen 1996 in Atlanta.

## Heren

### 3 m plank
| rang   | sporter         | land | punten |
| ------ | --------------- | ---- | ------ |
| Goud   | Xiong Ni        | CHN  | 701.46 |
| Zilver | Yu Zhuocheng    | CHN  | 690.93 |
| Brons  | Mark Lenzi      | USA  | 686.49 |
| 4      | Scott Donie     | USA  | 666.93 |
| 5      | Dmitri Saoetin  | RUS  | 644.67 |
| 6      | Michael Murphy  | AUS  | 640.95 |
| 7      | Jan Hempel      | GER  | 622.32 |
| 8      | Fernando Platas | MEX  | 619.98 |

### 10 m torenspringen
| rang   | sporter             | land | punten |
| ------ | ------------------- | ---- | ------ |
| Goud   | Dmitri Saoetin      | RUS  | 692.34 |
| Zilver | Jan Hempel          | GER  | 663.27 |
| Brons  | Xiao Hailiang       | CHN  | 658.20 |
| 4      | Tian Liang          | CHN  | 648.18 |
| 5      | Vladimir Timosjinin | RUS  | 628.59 |
| 6      | David Pichler       | USA  | 607.11 |
| 7      | Fernando Platas     | MEX  | 603.03 |
| 8      | Michael Kühne       | GER  | 583.98 |

## Dames

### 3 m plank
| rang   | sporter         | land | punten |
| ------ | --------------- | ---- | ------ |
| Goud   | Fu Mingxia      | CHN  | 547.68 |
| Zilver | Irina Lasjko    | RUS  | 512.19 |
| Brons  | Annie Pelletier | CAN  | 509.64 |
| 4      | Melisa Moses    | USA  | 507.99 |
| 5      | Olena Zjoepina  | UKR  | 507.27 |
| 6      | Yuki Motobuchi  | JPN  | 506.04 |
| 7      | Vera Iljina     | RUS  | 493.56 |
| 8      | Anna Lindberg   | SWE  | 489.81 |

### 10 m torenspringen
| rang   | sporter           | land | punten |
| ------ | ----------------- | ---- | ------ |
| Goud   | Fu Mingxia        | CHN  | 521.58 |
| Zilver | Annika Walter     | GER  | 479.22 |
| Brons  | Mary Ellen Clark  | USA  | 472.95 |
| 4      | Becky Ruehl       | USA  | 455.19 |
| 5      | Guo Jingjing      | CHN  | 447.21 |
| 6      | Olena Zjoepina    | UKR  | 437.01 |
| 7      | Irina Vigoezova   | KAZ  | 432.60 |
| 8      | Olga Kristoforova | RUS  | 426.12 |

## Medaillespiegel
| rang   | land             | goud | zilver | brons | totaal |
| ------ | ---------------- | ---- | ------ | ----- | ------ |
| 1      | China            | 3    | 1      | 1     | 5      |
| 2      | Rusland          | 1    | 1      | 0     | 2      |
| 3      | Duitsland        | 0    | 2      | 0     | 2      |
| 4      | Verenigde Staten | 0    | 0      | 2     | 2      |
| 5      | Canada           | 0    | 0      | 1     | 1      |
| totaal | totaal           | 4    | 4      | 4     | 12     |